# 妮基·德格伦德莱
妮基·德格伦德莱（荷蘭語：Nicky Degrendele，1996年10月11日—）是一名比利时女子职业场地自行车运动员，2018年开始为BEAT自行车俱乐部效力。她曾在2018年世界場地自由車錦標賽上获得女子凯林赛冠军。